# ويليام دبليو. إيتون
ويليام دبليو. إيتون (بالإنجليزية: William W. Eaton)‏ هو محامي وقاضي وسياسي أمريكي، ولد في 11 أكتوبر 1816 في الولايات المتحدة، وتوفي في 21 سبتمبر 1898 في هارتفورد في الولايات المتحدة. حزبياً، نشط في الحزب الديمقراطي.

## مناصب
- انتخب عضو مجلس ولاية كونيتيكت.
- انتخب عضو مجلس نواب كونيتيكت.
- انتخب عضو مجلس النواب الأمريكي.
- انتخب عضو مجلس الشيوخ الأمريكي.